# Francisca Arauna
Francisca Marycarmen Arauna Urrutia (Parral, 15 de marzo de 1991) es una abogada y política chilena, integrante de la Convención Constitucional en representación del distrito n° 18, Región del Maule.

## Primeros años de vida
Es hija de Ricardo Patricio Arauna Ponce y Carmen Gloria Urrutia Jorquera. Realizó sus estudios básicos y medios en el Colegio San José de Parral. Luego, estudió Derecho en la Universidad Andrés Bello entre 2009 y 2015, a lo cual agrega un Diplomado en Sociedades Comerciales y Empresa en la Universidad de Los Andes, el año 2020.

## Trayectoria profesional
Ha ejercido libremente su profesión como asesora de Lácteos Talagante, Amasplus, Gestión Didáctica y ha sido abogada socia en AOYCIA. Fue una de las gestoras de la plataforma llamada “Derecho Fácil”, que busca acercar esta disciplina a las personas, y que cuenta con más de 282.000 seguidores en Instagram.

## Trayectoria política y pública
Es independiente.En las elecciones del 15 y 16 de mayo de 2021 se presentó como candidata por el 18° distrito, Región del Maule, en calidad de independiente y como parte del pacto La Lista del Pueblo. Obtuvo 11.776 votos correspondientes a un 10,6% del total de sufragios válidamente emitidos.

### Convencional constituyente
Entre su propuesta constitucional, se encuentra lo siguiente: la descentralización, el agua como derecho humano, los derechos de las mujeres y terminar con el Estado subsidiario; un Chile plurinacional y porque los altos cargos sean responsables en caso de que un órgano estatal viole los derechos humanos.
En el proceso de discusión de los reglamentos de la Convención participó en la comisión de Ética. Posteriormente, se incorporó a la comisión temática sobre Sistema Político, Poder Legislativo y Sistema Electoral, y a la comisión funcional de Participación Popular. En mayo de 2022 comenzó a desempeñarse en la comisión de Armonización.
El 1 de septiembre de 2021 se integró al colectivo «Pueblo Constituyente».

## Historial electoral

### Elecciones de convencionales constituyentes de 2021
- Elecciones de convencionales constituyentes de 2021 a convencional constituyente por el distrito 18 (Parral, Cauquenes, Chanco, Colbún, San Javier, Linares, Longaví, Yerbas Buenas, Pelluhue, Retiro, Villa Alegre)

| Candidato                  | Pacto             | Partido | Votos  | %     | Resultado    |
| -------------------------- | ----------------- | ------- | ------ | ----- | ------------ |
| Patricia Labra Besserer    | Vamos por Chile   | RN      | 11 890 | 10,67 | Convencional |
| Francisca Arauna Urrutia   | Independiente     | Ind.    | 11 776 | 10,57 | Convencional |
| Consuelo Veloso Ávila      | Apruebo Dignidad  | RD      | 8 504  | 7,6   |              |
| Priscila González Carrillo | Independiente     | Ind.    | 7 791  | 7,0   |              |
| Fernando Salinas Manfredin | Independiente     | Ind.    | 9695   | 6,65  | Convencional |
| María Hormázabal Carvajal  | Vamos por Chile   | UDI     | 6950   | 6,2   |              |
| Ricardo Montero Allende    | Lista del Apruebo | PS      | 6128   | 5,50  | Convencional |